# Trassersweg
Le Trassersweg est une rue de la section bruxelloise de Neder-Over-Heembeek qui se prolonge sur Vilvorde. Elle est incluse dans l'Encyclopédie Cotacol comme l'une des mille ascensions les plus difficiles de Belgique. Malgré le mauvais état de la chaussée, la pente peut encore être escaladée à vélo de course.
C'est l'une des rares rues de la ville de Bruxelles où le nom en néerlandais est également utilisé en français et ne possède pas de traduction propre.

## Arrêt de tram
Il était prévu que la nouvelle ligne de tramway de la STIB, le tram 10, ait un arrêt du nom de Trassersweg et passe non loin de là. Pour finir, l'arrêt reçu le nom de Marguerite Yourcenar.